# Любовь на острове смерти
«Любовь на острове смерти» — советский художественный фильм кинокомпании «Синебридж» и студии «Пирамида», снятый в 1991 году режиссёром Андреем Малюковым.
Премьера фильма состоялась в сентябре 1991 года.

## Сюжет
Пара молодых археологов Стив и Марина проводят раскопки на маленьком затерянном в Средиземном море островке. Случайно они теряются в открытом море и попадают на остров к туземцам. Среди аборигенов есть один европеец — профессор-биолог Эрвин Бернер. Он проводит опыты по созданию сильнодействующего наркотического вещества, сырьё для которого ему добывают наркозависимые туземцы-островитяне.

## В ролях
- Нодар Мгалоблишвили — профессор Эрвин Бернер (озвучил — Владимир Сошальский)
- Владимир Машков — Стив, учёный-исследователь
- Оксана Калиберда — Марина, жена Стива
- Наталья Петрова — Шейла, любовница Бернера
- Светлана Тормахова — Лола, член экспедиции
- Сергей Галкин — наркоторговец
- Валерий Лущевский — начальник экспедиции
- Владимир Нисков — Смит, наркоторговец
- Иван Насонов
- Фёдор Смирнов
- Евгений Тетервов — наркоторговец

## Съёмочная группа
- Режиссёр-постановщик: Андрей Малюков
- Сценаристы: Андрей Малюков, Юрий Рогозин, Сергей Кучков
- Главный оператор: Александр Рябов
- Художник-постановщик: Владимир Душин
- Композитор: Марк Минков